# Cartilha

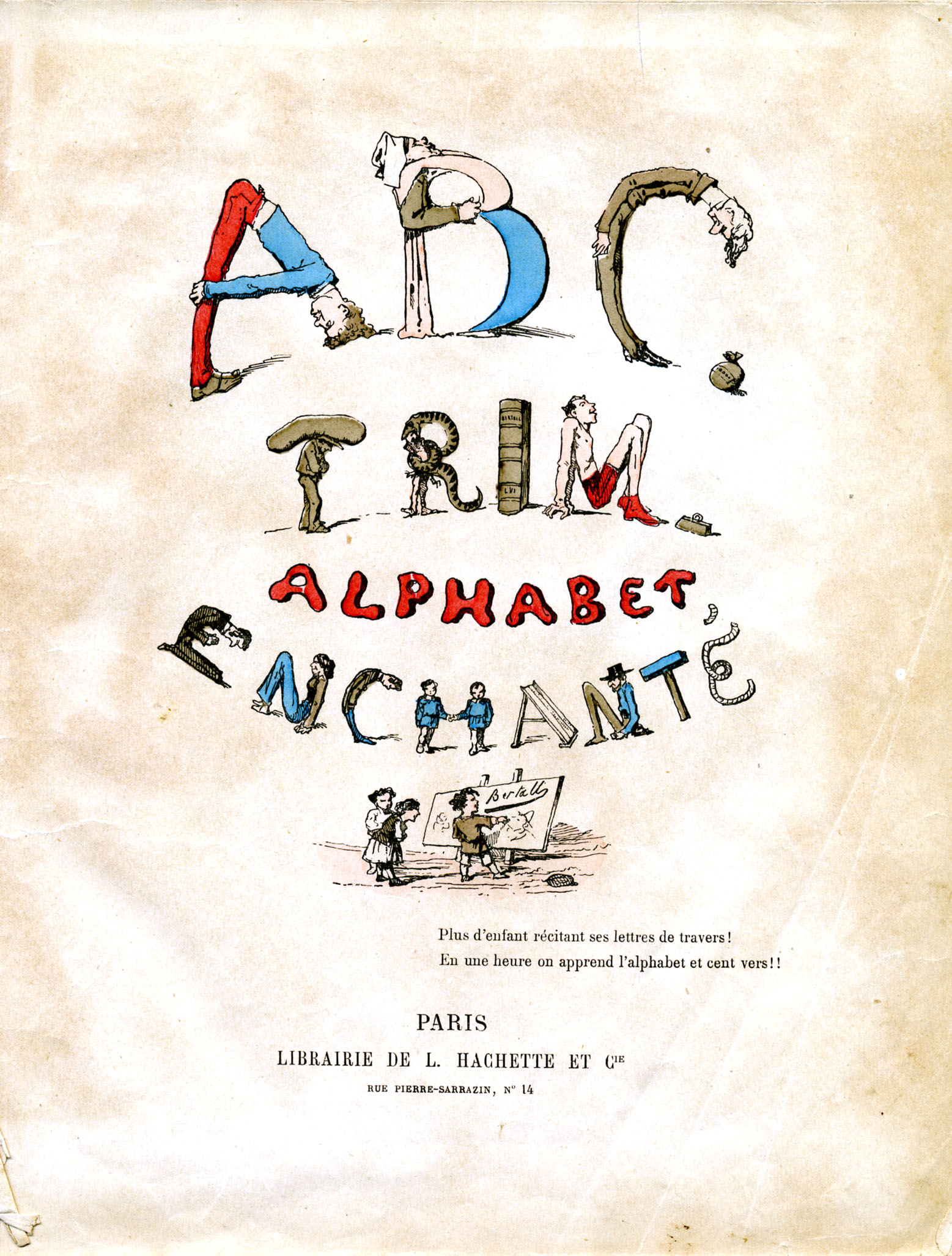
Uma cartilha francesa impressa em 1861.

Cartilha ou carta do abc é um livro didático dedicado à alfabetização de crianças.

## Exemplos
Em Portugal, uma cartilha de grande impacto foi a Cartilha Maternal de João de Deus, publicada em 1876. A Cartilha Maternal foi precursora de uma enorme variedade de cartilhas, as quais, até ao final dos anos 1930, foram dos livros com maior tiragem em Portugal e no Brasil, ainda sendo reeditadas na atualidade.
Outra surge através de outro português, Júlio de Castilho, 2.º visconde de Castilho, ao introduzir aquele que foi chamado o Método Português de Castilho.